# Novo Horizonte Futebol Clube
Novo Horizonte Futebol Clube é um clube de futebol brasileiro sediado na cidade de Ipameri, no estado de Goiás. Atualmente disputa a Terceira Divisão do Campeonato Goiano.

## História
- Meados da década de 1960 – É fundado no Bairro Novo Horizonte, em Ipameri, um clube amador com o nome de Horizonte Futebol Clube.
- 1967 – Chega a Ipameri, vindo de Araguari, o Sr. Durval Ferreira Franco, grande abnegado do esporte e líder visionário.
- 1972 – É inaugurado o estádio Durval Ferreira Franco com um torneio entre Novo Horizonte, Fluminense de Araguari, Botafogo de Ribeirão Preto e Goiânia. Neste mesmo ano, o clube conseguiu o acesso à primeira divisão do futebol goiano pela primeira vez.
- 1973 – Disputando pela primeira vez o Goianão, o Novo Horizonte faz campanha muito má e é rebaixado à segunda divisão.
- 1973 a 1986 – O clube se volta ao amadorismo.
- 1986 a 1987 – Com muito sofrimento e com vários jogadores da própria cidade, o Novo Horizonte disputa a Segunda Divisão do Campeonato Goiano, tendo conseguido finalmente em 1987 ser vice-campeão da Segunda Divisão e o acesso à Primeira Divisão.
- 1988 – O Novo Horizonte reestreia na primeira divisão do Campeonato Goiano com uma equipe razoável e fica na oitava colocação.
- 1989 – O Novo Horizonte faz novamente uma campanha regular, desta vez a classificação final foi a 9ª colocação.
- 1990 – Neste ano, sob o comando do treinador Nivaldo Lancuna, o Novo Horizonte fez uma campanha muito boa no Goianão, tendo conquistado um 6º lugar na classificação final, embora tenha ficado entre os quatro melhores da fase final.
- 1991 – Outra campanha apenas razoável, 9ª colocação.
- 1992 – O Novo Horizonte se classificou entre as oito melhores equipes das 16 que disputaram o campeonato daquele ano, para disputar a segunda fase - a classificação final foi um 7º lugar. Neste ano, o Novo Horizonte formou uma das melhores equipes de sua história, por muito pouco não chegando à final do campeonato.
- 1993 – Em um campeonato inchado pela presença de 18 clubes, o Novo Horizonte conseguiu uma campanha razoável, ficando em 11º lugar.
- 1994 a 2000 – Com a promessa de uma total reformulação no estádio Durval Ferreira Franco por parte do Governo Estadual, a diretoria do clube resolve pedir licença do campeonato estadual de 1994, o resultado disso foi a parcial demolição do estádio com o início das obras e a interrupção logo em seguida, por esse motivo o clube se ausentou do futebol profissional por 7 longos anos (não há outro estádio em Ipameri).
- 2000 – Cansados de esperar por uma definição com relação ao prosseguimento das obras, o Novo Horizonte reconstrói a parte demolida do estádio, além de uma sede administrativa e acomodações para os departamentos técnicos, imprensa e alojamento para atletas.
- 2001 – Com muita ansiedade e alegria, o Novo Horizonte volta a disputar o campeonato Goiano. O direito do clube em disputar a Primeira Divisão foi reconhecido pela Federação Goiana de Futebol, pois o clube estava licenciado e não era culpado pela situação do estádio. A campanha deste ano foi novamente razoável, um 7º lugar, mas a empolgação pelo retorno já antecipava a sensação de que o clube teria muitas glórias por vir.
- 2002 – Com um trabalho sério e bem planejado, novamente sob o comando de Nivaldo Lancuna, o Novo Horizonte mostrou força e chegou com méritos à final do campeonato contra o Goiás. Neste campeonato, o clube não pôde disputar as partidas da final em casa, pois o regulamento não permitia que a final fosse disputada em um estádio com capacidade de público menor que 15.000 torcedores. Mesmo assim, o vice-campeonato goiano levou Ipameri e o Novo Horizonte a um lugar de destaque no cenário goiano e até nacional. O clube disputou também em 2002, a Terceira Divisão do Campeonato Brasileiro, onde chegou à segunda fase.
- 2003 – Desta vez sob o comando do técnico Marcius Fleury, o Novo Horizonte reforçou a base da mesma equipe de 2002. Era uma equipe muito temida pelos adversários e chegou com brilhantismo à final do campeonato, onde perdeu somente nas cobranças de pênaltis.[2]
- 2004 – Faz campanha razoável no Campeonato Goiano, terminando em 8° na classificação geral, empatado em pontos com o Goiatuba (19), ficando à frente no número de vitórias (6 contra 4).
- 2005 – Pede licença da disputa do campeonato goiano da primeira divisão, sendo automaticamente rebaixado à segunda divisão.
- 2007 – Disputa a segunda divisão do Goiano, sendo campeão da mesma.
- 2010 – Depois de uma campanha fraca na Segunda Divisão goiana, o Fantasma (que chegou a escalar um jogador suspenso) viu o seu pior momento desde o afastamento das competições, com a queda para a Terceira Divisão estadual.
- 2013 – Após 3 anos inativo, o Novo Horizonte volta na disputa da Terceira Divisão, faz bela campanha e volta a Divisão de Acesso (Segunda Divisão) do Campeonato Goiano.
- 2016 – Neste ano, o Novo Horizonte faz uma campanha boa mas acaba sendo eliminado para o Iporá nas semifinais com a derrota de 1-0 em casa e o empate de 1-1 fora, ficando com o 3° lugar.
- 2017 – Joga novamente a Divisão de Acesso (Segunda Divisão) do Campeonato Goiano. O time começou o campeonato muito bem, sendo líder de seu grupo nas duas primeiras rodadas, mas o time vacila com empates. Com isso, ficou em 3° lugar do grupo B sendo que só classificariam duas equipes, cujas são de Anápolis (Anapolina e Grêmio Anápolis). Com incríveis 9 pontos fora de casa, teve um dos melhores aproveitamentos como visitante. Na última rodada, o Fantasma precisava ganhar do Grêmio em Anápolis, mas só empata em 3-3 após ficar 2 vezes na frente do time da casa, ficando somente no 5° lugar do campeonato.
- 2018 – Sob o comando do treinador Luan Carlos, o Novo Horizonte consegue o acesso para a Primeira Divisão do Campeonato Goiano após 10 anos, ficando com o vice-campeonato com apenas uma derrota no campeonato, tendo o melhor ataque e a terceira melhor defesa.
- 2019 – De volta à primeira divisão, o clube obtém apenas uma vitória, 3 empates e 8 derrotas no Grupo B, sob o comando de 3 técnicos durante a campanha (Silmar Simão, Coutinho e Wladimir Araújo), sendo rebaixado com o pior desempenho no geral.
- 2020 – Em decorrência da pandemia de COVID-19, o Novo Horizonte opta em não disputar a Divisão de Acesso juntamente com Aparecida, Goiatuba e Morrinhos, não sofrendo nenhuma punição.
- 2021 - Desiste de disputar a Divisão de Acesso de 2021, sendo rebaixado diretamente para a Terceira Divisão.[3]

## Títulos
| Estaduais | Estaduais                             | Estaduais | Estaduais  |
|           | Competição                            | Títulos   | Temporadas |
| --------- | ------------------------------------- | --------- | ---------- |
|           | Campeonato Goiano - Divisão de Acesso | 1         | 2007       |
|           | Campeonato Goiano da Terceira Divisão | 1         | 2013       |

## Estatísticas

### Participações
|  | Participações em 2020 |

| Competição | Competição        | Temporadas | Melhor campanha            | Estreia | Última | P | R |
| Goiás      | Campeonato Goiano | 13         | Vice-campeão (2002 e 2003) | 1973    | 2019   |   | 4 |
| Goiás      | 2ª Divisão        | 17         | Campeão (2007)             | 1980    | 2020   | 3 | 1 |
| Goiás      | 3ª Divisão        | 1          | Campeão (2013)             | 2013    | 2013   | 2 |   |
| Brasil     | Série C           | 1          | 31º colocado (2002)        | 2002    | 2002   | – | – |
| Brasil     | Copa do Brasil    | 1          | 1ª fase (2004)             | 2004    | 2004   |   |   |

## Ranking da CBF
Ranking atualizado em dezembro de 2014
- Posição: s/p (no ranking oficial da CBF de 2014, não esta relacionado entre os 222 clubes da lista)
- Pontuação: s/p[4]

Ranking criado pela Confederação Brasileira de Futebol para pontuar todos os clubes do Brasil.